# Glory (кикбокс)
Glory (преди Glory World Series) е международна промоция за кикбокс, базирана в Сингапур, която е собственост на Пиер Андуран. Това е най-голямата и известна организация за кикбокс в света и включва бойци от най-високо ниво в спорта. Компанията има и международни офиси в Денвър, САЩ, и Амстердам, Холандия.
Glory продуцира събития в световен мащаб, които показват седем тегловни категории (шест мъжки и една женска). Към 2021 г. Glory е провел над 80 събития. Първото събитие се провежда през 2012 г. в Стокхолм, Швеция.
През 2022 г. промоцията уволнява всички руски състезатели.

## Зала на славата на Glory
Залата на славата на промоцията Glory е създадена през 2021 г., за да признае и почете спортистите на Glory, чийто принос към промоцията и спорта е значителен, съществен и дългогодишен.
Всяка година се избира един кандидат, който трябва да отговаря на следните критерии:
1. Да е бивш, оттеглил се от активно участие спортист на Glory.
2. Да е показал най-високо ниво на умения, постижения, смелост и спортен дух, докато е участвал в Glory.
3. Да е допринесъл за издигането на спорта кикбокс.

До 2023 г. включва само трима бойци:
- 2023 – Алекс Перейра[7]
- 2022 – Семи Шилт
- 2021 – Джоузеф Валтелини

## Българско участие
В редиците на веригата от 2017 г. участва и българинът Стоян Копривленски, който е бил 4 пъти поред европейски шампион по муай тай, а през март 2017 г. печели и световната титла. Копривленски печели в категория до 70 кг турнира на Glory 49, 2017 г.